# Une équipe de nases !
Pour plus de détails, voir Fiche technique et Distribution.
Une équipe de nases ! ou Le Big Green : Une équipe sans pareille au Québec (The Big Green) est un film américain réalisé par Holly Goldberg Sloan, sorti en 1995.

## Fiche technique
Sauf mention contraire, cette fiche technique est établie à partir d'IMDb
- Titre original : The Big Green
- Titre français : Une équipe de nases !
- Réalisation : Holly Goldberg Sloan
- Scénario : Holly Goldberg Sloan
- Direction artistique : Harry Darrow
- Décors : Helen Britten
- Costumes : Rondi Hillstrom Davis
- Photographie : Ralf D. Bode
- Montage : John F. Link
- Musique : Randy Edelman
- Effets spéciaux : Margaret Johnson, Randy E. Moore
- Production : Sean Conroy, Dennis Bishop, Roger Birnbaum
- Société de production : Walt Disney Pictures, Caravan Pictures
- Société de distribution : Buena Vista Distribution Company
- Pays d'origine :  États-Unis
- Langue originale : anglais
- Format : Couleur (Technicolor) - 35 mm - 1,85:1 - Filmé en Panaflex - Son : Dolby
- Genre : Comédie sportive
- Durée : 99 minutes (1 h 39)
- Dates de sortie : 
  -  États-Unis : 29 septembre 1995

## Distribution
- Bug Hall (VQ : Nicholas Savard L'Herbier) : Newt Shaw
- Steve Guttenberg (VQ : Alain Zouvi) : le shérif-adjoint Tom Palmer
- Olivia d'Abo (VQ : Viviane Pacal) : Miss Anna Montgomery
- Jay O. Sanders (VQ : Bernard Fortin) : le coach Jay Huffer
- John Terry (VQ : Claude Préfontaine) : Edwin V. Douglas
- Patrick Renna (VQ : Olivier Visentin) : Larry Musgrove
- Chauncey Leopardi (VQ : Éric Jomphe) : Evan Schiff
- Billy L. Sullivan (VQ : Martin Pensa) : Jeffrey Luttrell
- Yareli Arizmendi (en) (VQ : Marie-Andrée Corneille) : Marbelly Morales
- Anthony Esquivel : Juan Morales
- Jessica Robertson : Kate Douglas
- Jordan Brower (en) (VQ : Nicolas Pensa) : Nick Anderssen
- Libby Villari (en) : Brenda Neilson
- Hayley Kolb : Sophia Convertino
- Haley Miller : Polly Neilson
- Ashley Welch : Lou Gates
- Ariel Welch : Sue Gates
- Jimmy Higa : Tak Yamato
- Gil Glasgow : Cookie Musgrove

 Source et légende : version québécoise (VQ) sur Doublage.qc.ca